# Coriolellus
Coriolellus is een geslacht van schimmels behorend tot de familie Fomitopsidaceae.

## Soorten
Volgens Index Fungorum telt het geslacht drie soorten (peildatum januari 2023):
| Soortnaam                | Auteur(s)                    | Publicatiejaar |
| ------------------------ | ---------------------------- | -------------- |
| Coriolellus colliculosus | (Pers.) Bondartsev           | 1953           |
| Coriolellus delbustoi    | J.E. Wright & J.R. Deschamps | 1973           |
| Coriolellus sinuascens   | (Pilát) Domański             | 1965           |